# Drosophila oahuensis
Drosophila oahuensis este o specie de muște din genul Drosophila, familia Drosophilidae. A fost descrisă pentru prima dată de Grimshaw în anul 1901. Conform Catalogue of Life specia Drosophila oahuensis nu are subspecii cunoscute.